# ファンタスティック・コンサート レモンの季節
『ファンタスティック・コンサート レモンの季節』（ファンタスティック・コンサート レモンのきせつ）は、松田聖子のライブ・ビデオ。1982年6月21日発売。発売元はCBS・ソニー。

## 解説
同年4月～5月に行われたファンタスティック・コンサートの模様を収録したVHS。
収録曲を減らした廉価版『ファンタスティック・コンサート 渚のバルコニー』も発売された。
2005年6月8日発売の25周年記念DVD-BOX『25th Anniversary Seiko Matsuda PREMIUM DVD BOX』の中の一枚としてDVD化された後、2018年11月14日にBlu-ray Discとして発売された。

## 収録曲
1. メドレー (裸足の季節～青い珊瑚礁～風は秋色)
2. 赤いスイートピー
3. いちご畑でつかまえて
4. チェリーブラッサム
5. 夏の扉
6. 白いパラソル
7. 風立ちぬ
8. 渚のバルコニー